# Edificio CBR
El CBR Building es un edificio de oficinas situado en Watermael-Boitsfort en Bruselas, diseñado por los arquitectos Constantin Brodzki y Marcel Lambrichs.
Su fachada modular prefabricada exhibe hormigón blanco en lugar de ocultarlo como material de construcción, clasificando el edificio como una pieza de arquitectura brutalista.
En noviembre de 2018 se agregó a la lista de patrimonio protegido dentro de la Región de Bruselas-Capital.

## Módulos prefabricados de hormigón
Brodzki vio el potencial de usar hormigón como algo más que un material de construcción y quiso explotar su libertad formal para crear formas orgánicas. Le tomó años, en cooperación con la empresa CBR y dos hermanos portugueses, poder fabricar los módulos prefabricados utilizados en la fachada. Comenzaron produciendo docenas de modelos de prueba diferentes que, una vez perfeccionados, se utilizaron para crear un molde en resina epoxi. Este molde se utilizó para producir los 756 módulos necesarios para la fachada del edificio, tras lo cual la construcción se llevó a cabo muy rápidamente. Este método de construcción permitió que el edificio se erigiera en tan solo un piso por semana.

## Interior original
Todos los materiales, detalles y acabados del edificio fueron elegidos por los propios arquitectos, incluso los botones del ascensor. Algunos de los muebles que Brodzki diseñó él mismo en colaboración con su amigo y vecino, Jules Wabbes, un arquitecto de interiores belga.

## Ubicación

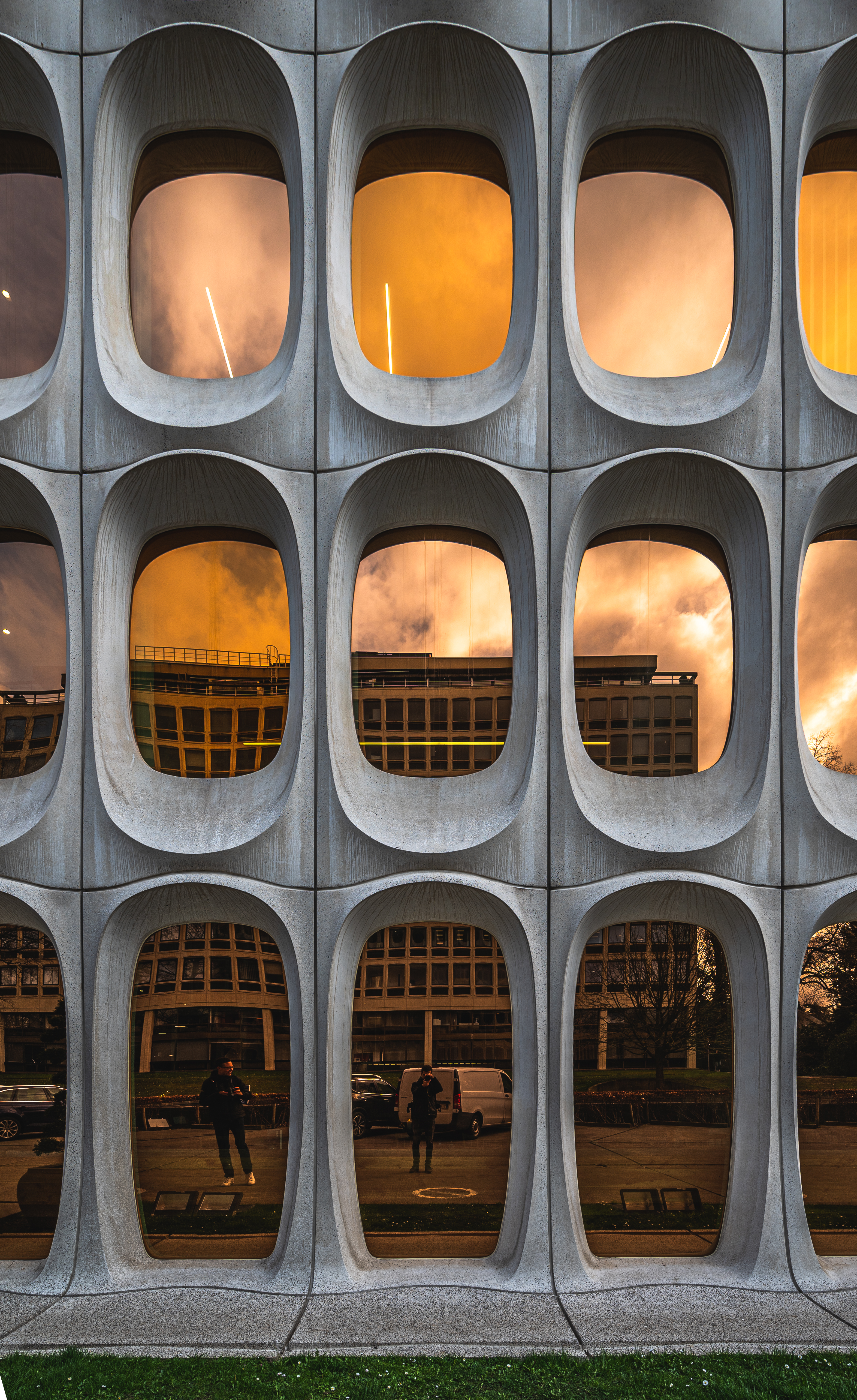
La fachada prefabricada de hormigón blanco del Edificio CBR.

El edificio CBR se encuentra junto al Bosque de Sonian y a 10 minutos de Avenue Louise, que conecta el centro de la ciudad de Bruselas.
Los jardines que rodean el edificio fueron creados por René Pechère, un arquitecto paisajista belga. Algunas de sus obras incluyen los jardines de la Expo 58, la exposición mundial parisina de 1937, la parte superior del Jardín Botánico de Bruselas, Kunstberg y más. Su trabajo todavía es visible alrededor del edificio, rodeándolo en un paisaje verde vibrante.
Sus edificios vecinos están dedicados exclusivamente a la arquitectura de oficinas, estrictamente diferenciados de los barrios residenciales más cercanos al centro de la ciudad. El escenario de la oficina está dividido por dos grandes cruces, lo que genera un flujo constante de tráfico.

## Ocupación
La construcción fue iniciada en 1967 por la empresa de cemento CBR, ya que necesitaban nueva infraestructura para su sede. Producen y venden una gran variedad de cementos para la construcción en Bruselas. El objetivo del edificio era mostrar sus habilidades y conocimientos en el trabajo con hormigón.
En 2017, CBR se vio obligada a trasladar su sede, ya que el edificio ya no estaba a la altura de sus estándares. El edificio quedó vacío durante un año, después de lo cual la empresa de coworking Fosbury & Sons, fundada por Stijn Geeraerts, Maarten Van Gool y Serge Hannecart, vio su oportunidad y ocupó el edificio para crear nuevos espacios de coworking. Ahora, el edificio se utiliza a menudo para conferencias y eventos públicos, ya que alberga un pequeño auditorio, un restaurante, un bar e incluso un pequeño club.

## Renovación
Cuando en 2017 la CBR trasladó su sede, existía la preocupación de que el edificio fuera demolido. Veinticinco arquitectos solicitaron la conservación del edificio. Rudi Vervoort, primer ministro de la Región de Bruselas Capital respondió iniciando el proceso de agregar el Edificio CBR a la lista de patrimonio protegido en Bruselas (que protege el exterior del edificio). Posteriormente también aseguró una óptima conservación del edificio durante su renovación por parte de Fosbury & Sons.
En 2019 se completó la renovación y Fosbury & Sons ocupó el edificio. Los gabinetes de madera originales se desmontaron, renovaron y reinstalaron; también se renovó la escalera de hormigón con su pasamanos. Se conservaron la mayoría de las otras piezas originales, como las unidades integradas, las manijas de las puertas auténticas, las tapas de los radiadores y los marcos de madera de las ventanas. También hubo adiciones modernas, que tuvieron en cuenta los materiales originales, para no interrumpir la unidad arquitectónica.

## Publicaciones
El edificio CBR fue el único proyecto belga seleccionado para la exposición del MoMA de 1979 - 'Transformaciones en la arquitectura moderna entre 1960 y 1980', donde se celebró por establecer un precedente en fachadas expresivas utilizando módulos prefabricados de hormigón.
El edificio también fue mencionado en una publicación de la Facultad de Arquitectura de KU Leuven llamada WTC Tower Teachings, donde Marc Dubois describió el edificio CBR como un ejemplo de arquitectura inmobiliaria cualitativa dentro de Bruselas.

## Galería

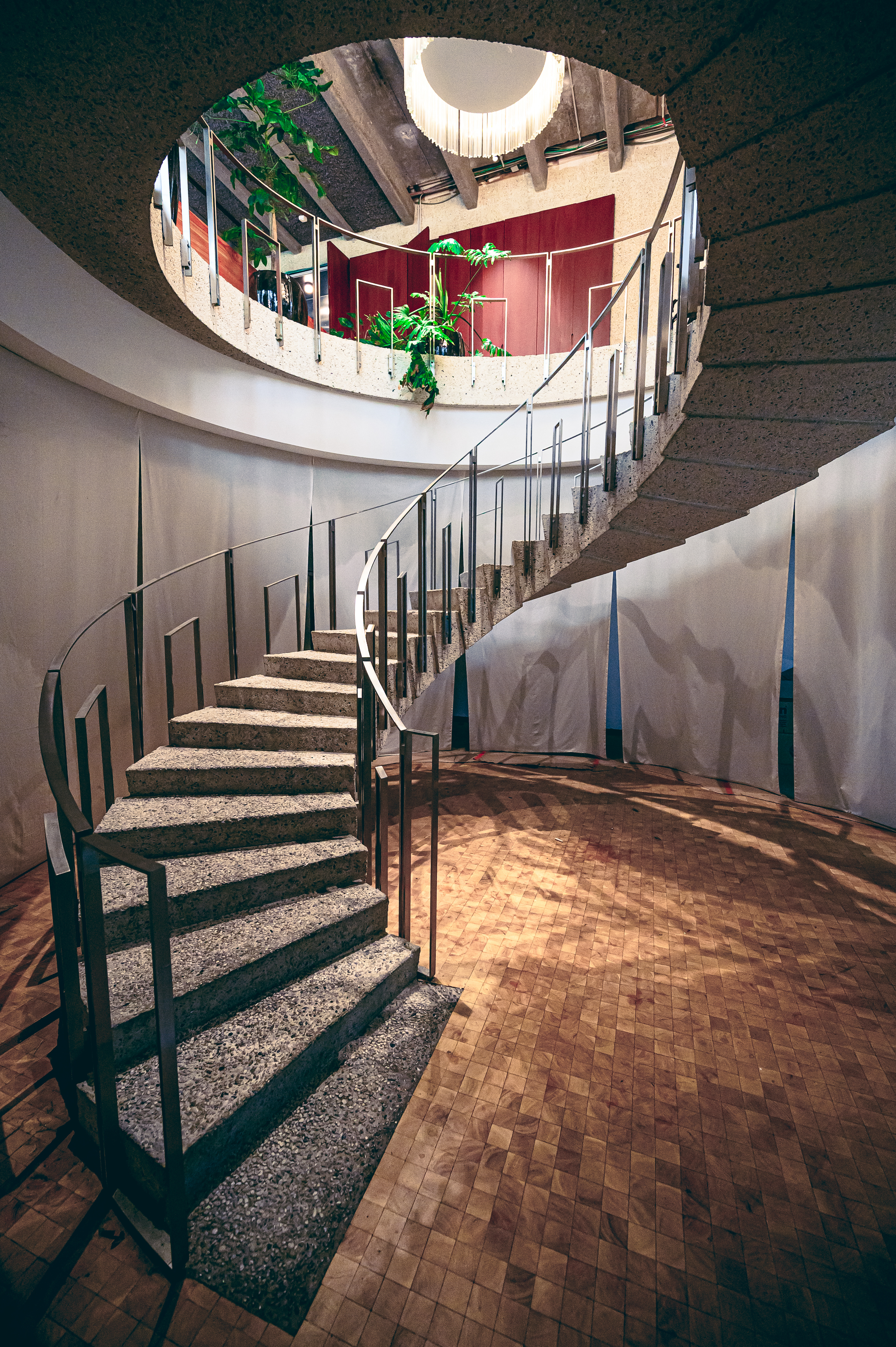
Escalera de hormigón reformada en el edificio.
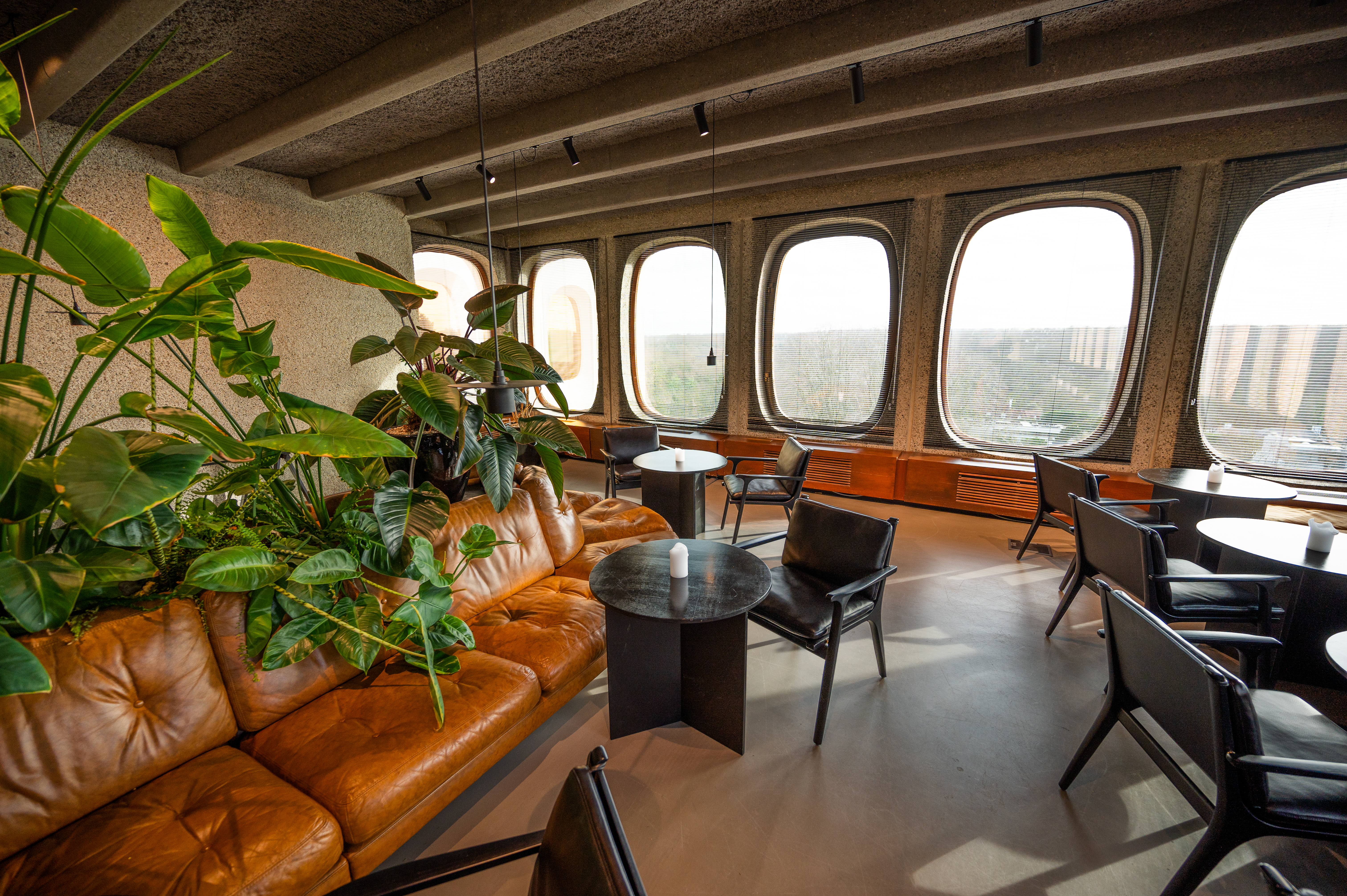
Espacio comunitario en la última planta del edificio.
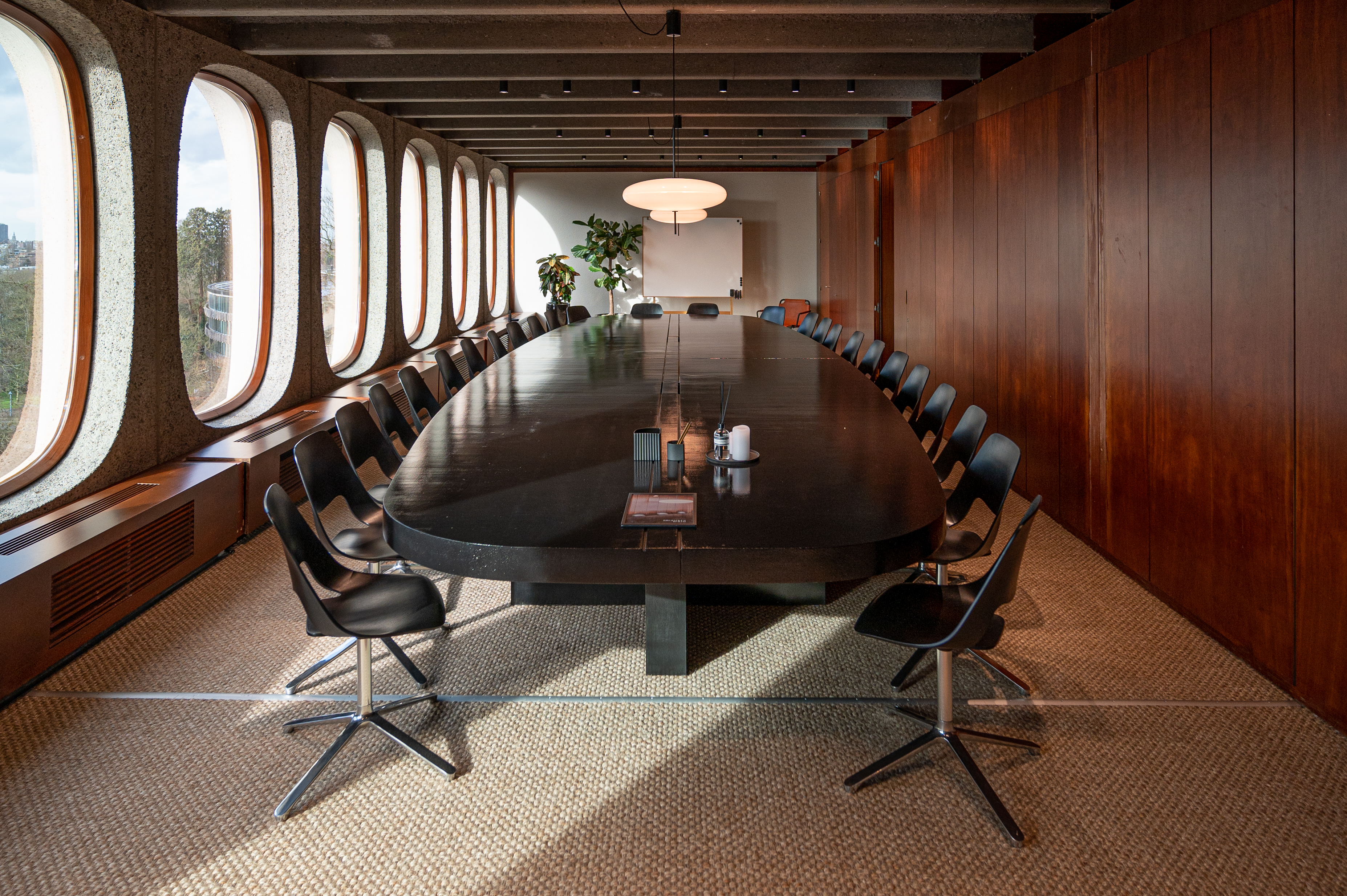
Una sala de reuniones reformada en el edificio.
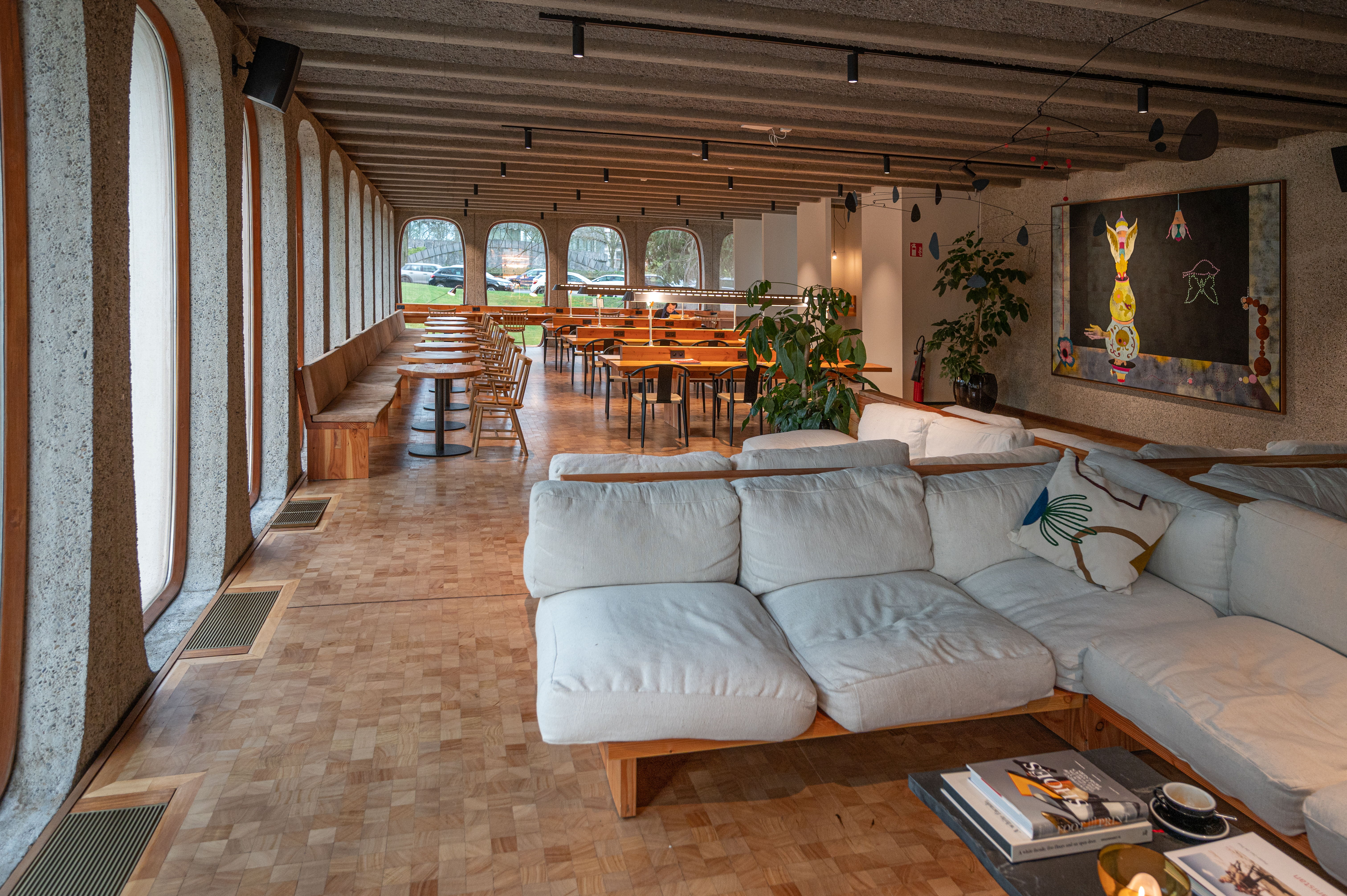
Espacios de coworking en la planta baja, junto a la recepción.